# Gran Premio motociclistico di Indianapolis
Il Gran Premio motociclistico di Indianapolis è stato una delle prove che compongono il motomondiale a partire dalla stagione 2008 fino a quella del 2015.
Venne ospitato sul Circuito di Indianapolis e, a differenza del GP di Laguna Seca, vi corsero tutte le tre classi. Non venne utilizzata la configurazione del circuito ovale, bensì un tracciato da 4.170 m di sviluppo e 16 curve, simile a quello utilizzato anche per il Gran Premio di Formula 1, seppure con il senso di marcia capovolto.

## Le edizioni
La prima edizione, nel 2008, viene ricordata per essere stata disturbata dal passaggio dell'uragano Ike che ha impedito la disputa della gara relativa alla Moto2, oltre ad avere condizionato anche le gare delle altre classi. Questo GP viene anche ricordato per essere stato quello in cui Valentino Rossi ha superato il record di vittorie nella classe regina, fino a quel momento detenuto da Giacomo Agostini.
Nelle otto edizione disputatre tra il 2008 e il 2015, il pilota che ha colto il maggior numero di successi è lo spagnolo Marc Márquez che si è imposto in cinque edizioni consecutive della corsa, dal 2011 al 2015, le prime due gareggiando in Moto2 e le successive tre in MotoGP. Tra i piloti plurivittoriosi anche un altro spagnolo, Nicolás Terol, che si è imposto in tre edizioni tra il 2008 e il 2011 e sempre nella classe di minor cilindrata, in quegli anni la classe 125. Sono invece quattro i piloti che hanno preso parte a tutte e otto le edizioni della gara: Andrea Dovizioso, Jorge Lorenzo, Daniel Pedrosa e Valentino Rossi.
L'edizione del 2015 viene ricordata anche per il record raggiunto da Honda del 700º successo in gare del motomondiale dalla sua istituzione nel 1949.

## Risultati del Gran Premio
| Anno | Circuito     | Classe 125              | Classe 250                 | MotoGP                   | Resoconto |
| ---- | ------------ | ----------------------- | -------------------------- | ------------------------ | --------- |
| 2008 | Indianapolis | Nicolás Terol (Aprilia) | Non disputata per maltempo | Valentino Rossi (Yamaha) | Resoconto |
| 2009 | Indianapolis | Pol Espargaró (Derbi)   | Marco Simoncelli (Gilera)  | Jorge Lorenzo (Yamaha)   | Resoconto |
| Anno | Circuito     | Classe 125              | Moto2                      | MotoGP                   | Resoconto |
| 2010 | Indianapolis | Nicolás Terol (Aprilia) | Toni Elías (Moriwaki)      | Daniel Pedrosa (Honda)   | Resoconto |
| 2011 | Indianapolis | Nicolás Terol (Aprilia) | Marc Márquez (Suter)       | Casey Stoner (Honda)     | Resoconto |
| Anno | Circuito     | Moto3                   | Moto2                      | MotoGP                   | Resoconto |
| 2012 | Indianapolis | Luis Salom (Kalex KTM)  | Marc Márquez (Suter)       | Daniel Pedrosa (Honda)   | Resoconto |
| 2013 | Indianapolis | Álex Rins (KTM)         | Esteve Rabat (Kalex)       | Marc Márquez (Honda)     | Resoconto |
| 2014 | Indianapolis | Efrén Vázquez (Honda)   | Mika Kallio (Kalex)        | Marc Márquez (Honda)     | Resoconto |
| 2015 | Indianapolis | Livio Loi (Honda)       | Álex Rins (Kalex)          | Marc Márquez (Honda)     | Resoconto |